# 1571 Cesco
1571 Cesco је астероид главног астероидног појаса. Приближан пречник астероида је 28,9 ,
а средња удаљеност астероида од Сунца износи 3,142 астрономских јединица (АЈ).
Инклинација (нагиб) орбите у односу на раван еклиптике је 14,572 степени, а орбитални период износи 2034,769 дана (5,570 година). Ексцентрицитет орбите астероида износи 0,110.
Апсолутна магнитуда астероида износи 11,5 а геометријски албедо 0,053.
Астероид је откривен 20. марта 1950. године.